# Haitská kuchyně

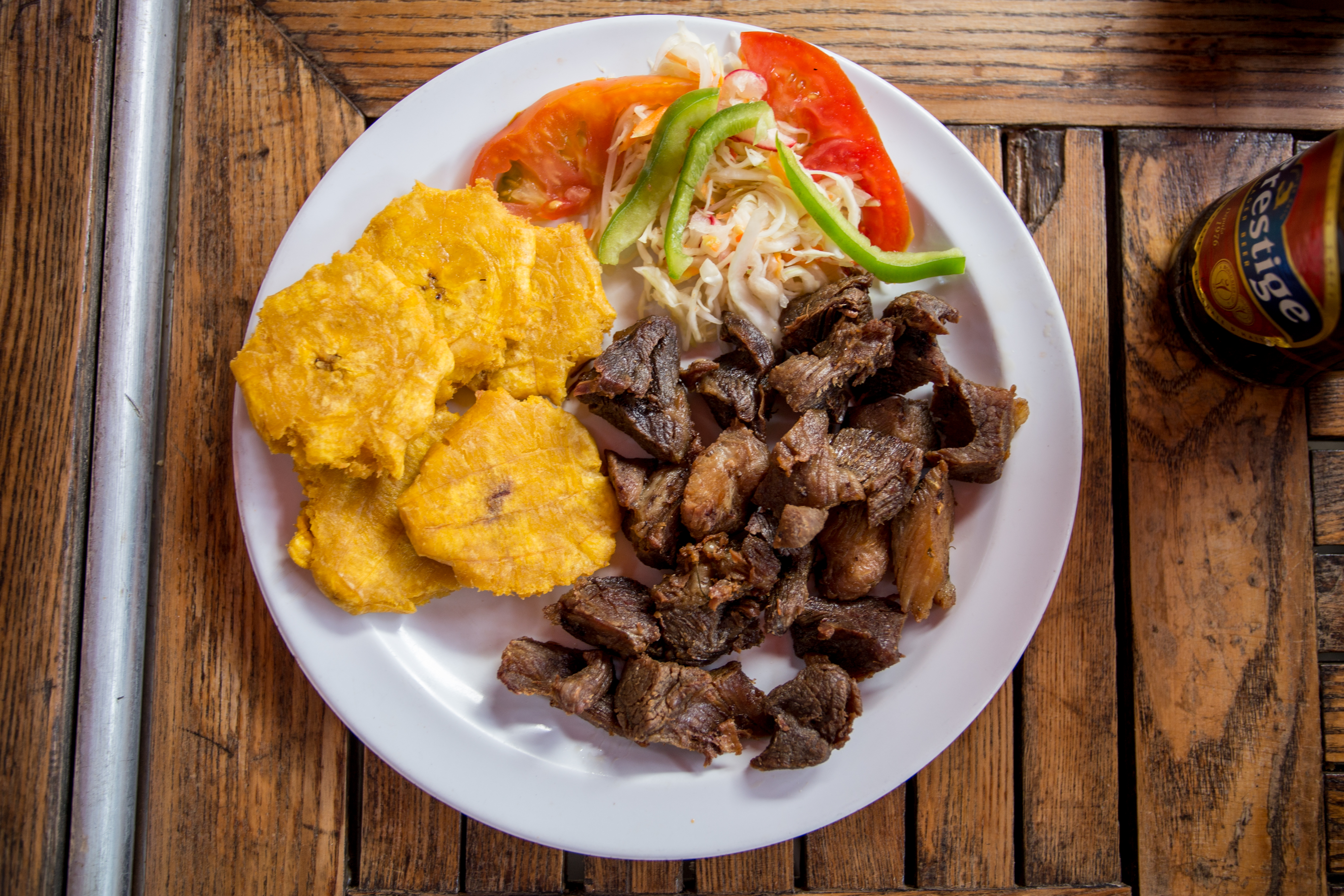
Griot podávaný se salátem pikliz a smaženými plantainy (banana peze), v pozadí pivo Prestige

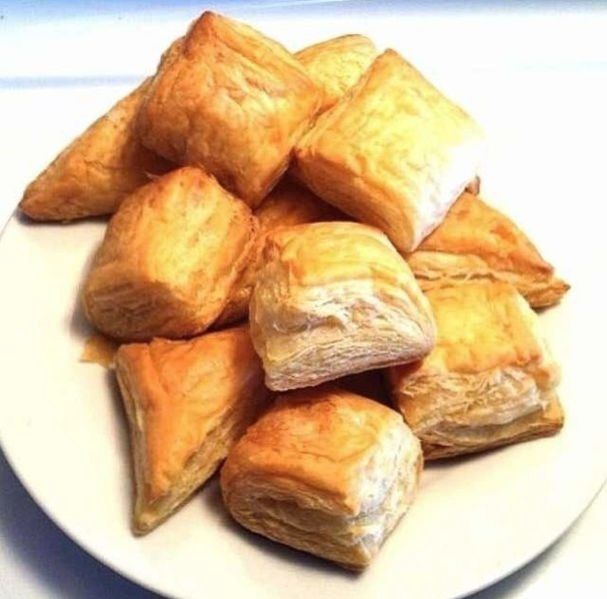
Pâté, haitské plněné taštičky

Haitská kuchyně (francouzsky: Cuisine haïtienne) je typickou kreolskou kuchyní, vychází z mnoha vlivů, především z africké kuchyně, francouzské kuchyně, španělské kuchyně, kuchyně domorodých Taínů a v menší míře také arabské kuchyně.
Typické haitské jídlo je jednoduché a skromné, ale velmi výrazně ochucené, odrážející africké a francouzské vlivy.

## Příklady haitských pokrmů
Příklady haitských pokrmů:
- Griot, smažené marinované vepřové maso
- Pikliz, nakládaná pikantní zelenina, podobná salátu coleslaw
- Banana peze, smažené plantainy
- Tasso, opékané maso
- Kreolská omáčka
- Akra, smažené kousky z kořenů kolokázie jedlé
- Diri ak djon djon, pokrm z rýže a hub
- Směs rýže a fazolí
- Pâté, plněné kousky těsta

## Příklady haitských nápojů
Příklady haitských nápojů:
- Rum
- Pivo, místní značka piva se jmenuje Prestige
- Clairin, pálenka z cukrové třtiny
- Crémas, alkoholický kokosový nápoj
- Ovocné šťávy
- Káva